# Kleines Wörterbuch der Weltliteratur
Das Kleine Wörterbuch der Weltliteratur ist ein einbändiges Literaturlexikon, das von Herbert Greiner-Mai herausgegeben und 1983 im Verlag VEB Bibliographisches Institut Leipzig veröffentlicht wurde. Die zweite Auflage erschien 1985, die dritte 1990, jeweils unverändert. Die Ausgabe in spanischer Sprache erschien 2006 in Tres Cantos.
Das Lexikon enthält über 700 Artikel auf ca. 300 Seiten zu Literaturepochen, Gattungen, literarischen Strömungen, Gruppen und Organisationen sowie literaturhistorisch bedeutsamen Zeitschriften, Verlagen und Buchreihen, nicht jedoch zu einzelnen Autoren oder Werken. Die Artikel sind alphabetisch sortiert und werden zusätzlich durch ein thematisch sortiertes Verzeichnis und ein Register erschlossen.
Die beteiligten Autoren sind:
- Rainer Arnold (afrikanische Literaturen)
- Renate Bauwe (mongolische Literatur)
- Jürgen Berndt (japanische Literatur)
- Horst Bien (skandinavische Literaturen)
- Ursula Bociort (rumänische Literatur)
- Helga Conrad (Literaturen des Baltikums)
- Dietmar Endler (bulgarische Literatur)
- Annemarie Esche (burmesische Literatur)
- Hannelore Gärtner (französische Literatur)
- Margot Gatzlaff (indische Literatur)
- Herbert Greiner-Mai (deutsche Literatur)
- Fritz Gruner (chinesische Literatur)
- Werner Günzerodt (jiddische Literatur)
- Lucia Heine (sorbische Literatur)
- Horst Heintze (italienische Literatur)
- Hans Herrfurth (malaiische Literatur)
- Erich Kalwa (portugiesische Literatur)
- Paul Kárpáti (ungarische Literatur)
- Karlheinz Kasper (russische und ukrainische Literatur)
- Kurt Krolop (tschechische und slowakische Literatur)
- Adelheid Latchinian (armenische Literatur)
- Wolfgang Lehmann (niederländische, deutsche und internationale Literatur)
- Ursula Lies (vietnamesische Literatur)
- Otto Mallek (polnische Literatur)
- Eva Manske (Literatur der USA)
- Rudolf Noack (spanische Literatur)
- Ronald Reibert (Literaturen Zentralasiens)
- Walther Reiss (jugoslawische Literaturen)
- Reta Rentner (koreanische Literatur)
- Jürgen Ronthaler (englische Literatur)
- Maria Schetelich (indische Literatur)
- Rainer Schlesier (spanische Literatur)
- Kurt Schnelle (lateinamerikanische Literaturen)
- Gabriele Schuckelt (englische Literatur)
- Wolfgang Spiewok (deutsche Literatur des Mittelalters)
- Gotthard Strohmaier (hebräische Literatur)
- Wiebke Walther (arabische, persische und türkische Literatur)
- Friedel Wallesch (deutsche Literatur)
- Jürgen Werner (römische und griechische Literatur)

## Quelle
- Herbert Greiner-Mai (Hrsg.): Kleines Wörterbuch der Weltliteratur. VEB Bibliographisches Institut Leipzig 1983.